# Alfred Schaible
Alfred Schaible (* 19. Juni 1925 in Stuttgart; † 4. Juni 2010 in Renningen) war ein deutscher Kommunalpolitiker und führender Gewerkschafter.

## Leben
Nach Abschluss einer Lehre war Schaible, unterbrochen durch Reichsarbeitsdienst, Kriegsdienst und Kriegsgefangenschaft in Ägypten, zunächst als Mechaniker bei Trumpf & Co. in Weilimdorf, einem Vorort von Stuttgart, tätig. 1949 wechselte er als Kfz-Schlosser in das Werk Sindelfingen der Firma Daimler-Benz AG, wo er bald als Vertrauensmann wirkte. 1955 folgte die Wahl in den Betriebsrat, ab 1957 als dessen freigestelltes Mitglied. 
Zwischen 1971 und 1991 war Schaible Betriebsratsvorsitzender der Daimler-Benz AG, Werk Sindelfingen, und vertrat in dieser Funktion die Rechte von mehr als 47.000 Arbeitnehmern. 1972 wurde er dazu in den Gesamtbetriebsrat der Daimler-Benz AG gewählt. Von 1975 bis 1988 hatte Schaible einen Sitz im Aufsichtsrat der Daimler-Benz AG inne.
Dem Gemeinderat der württembergischen Gemeinde und Stadt Renningen gehörte Schaible zwischen 1959 und 2004 an. Aus den Wahlen zum Gemeinderat ging er sieben Mal in Folge als Stimmenkönig hervor und nahm daher über einen Zeitraum von 35 Jahren auch das Ehrenamt des Bürgermeister-Stellvertreters wahr. Bei der Eingliederung der benachbarten Ortschaft Malmsheim zu Renningen im Jahr 1972 galt Schaible als „einer der Motoren“.

## Ehrungen
Schaible wurde 1989 mit dem Bundesverdienstkreuz am Bande ausgezeichnet. Im Jahr 2000 wurde ihm die Bürgermedaille in Gold der Stadt Renningen verliehen, 2003 wurde er mit der erstmals überreichten Verdienstmedaille des Landkreises Böblingen geehrt.

## Ehrenamtliche Tätigkeiten (Auswahl)
- Mitglied des Kreistages Kreis Leonberg / Böblingen (1959–1999)
- Arbeitsrichter am Arbeitsgericht Stuttgart (Hauptschöffe) und am Landesarbeitsgericht (Beisitzer)
- Beisitzer der Kammer Kriegsdienstverweigerer bei der Wehrbereichsverwaltung Stuttgart
- Mitglied der Vertreterversammlung der Landesversicherungsanstalt Baden-Württemberg
- Mitglied im Vorstand der AOK Böblingen/Sindelfingen
- Vorstand des Harmonika-Clubs Renningen
- Vorsitzender des Deutschen Harmonika-Verbands, Bezirk Würm-Nagold
- Ehrenmitglied der Sportvereinigung Renningen